# 나카자와 고토
나카자와 고토(일본어: 中沢琴, 덴포 10년(1839년)경 - 1927년(쇼와 2년) 10월 12일)는 오늘날의 군마현 출신으로 신징조에 참가한 법신류의 여검사로, 오빠로 신징조대사인 나카자와 사다요시가 있다.

## 생애
나카자와 고토는 덴포 10년 고즈케국 도네군 도네촌 아키하라(오늘날의 군마현 누마타시 도네정 아키하라)에서 태어났다. 그녀는 어려서부터 검술, 특히 나기나타에 뛰어나 분큐 3년(1863년), 낭시조에 참가하는 형을 따라 남장하고 쿄에 올라, 후신징조에 참가하여, 각지를 전전하였다. 당시 여성으로서는 큰 키인 170cm로, 남장을 하고 있으면 여자애들에게 반해서 곤란했다고 전해진다.
그녀는 자신보다 강한 자와 결혼하기로 결정했으나, 결국 나타나지 않았기 때문에 평생 독신으로 지냈다.
그녀는 1927년(쇼와 2년) 10월 12일에 사망했으며, 고향인 도네정에 무덤이 있어, 많은 역사 팬들이 방문하고 있다.

## 같이 보기
- 여무자

### 인용주
1. ↑  兄中沢貞祇（天保8年生）より2、3歳年下とされる。

### 참조주
1. 1 2 3 4  岸 (1979).
2. 1 2 3  “新徴組に参加していた中沢琴についての資料があるか”. 《レファレンス協同データベース》. 国立国会図書館. 2017년 1월 13일. 2018년 9월 24일에 확인함. 다음 글자 무시됨: ‘和書’ (도움말)
3. 1 2  張春穎 (2018년 6월 20일). “群馬「男装の剣士」中澤琴に静かな注目 子孫が墓建立”. 《朝日新聞デジタル》 (朝日新聞社). 2019년 9월 5일에 원본 문서에서 보존된 문서. 2018년 9월 24일에 확인함.
4. 1 2  三枝大介 (2011년 8월 16일). “女性の“サムライ”は実在した？”. 《教えて！goo》. NTTレゾナント. 2018년 9월 27일에 확인함. 다음 글자 무시됨: ‘和書’ (도움말)

## 참고문헌
- 岸, 大洞 (1979년 4월). 《群馬人国記: 利根・沼田・吾妻の巻》. 歴史図書社. ASIN B000J8HSVM. ISSN BN08621834 |issn= 값 확인 필요 (도움말). OCLC 674384732. 일본 전국 서지 번호 : 79017042. 다음 글자 무시됨: ‘和書’ (도움말)